# Mañanas de Primera
Mañanas de Primera fue un programa de televisión emitido por la cadena española La 1 de Televisión Española en la temporada 1996-1997.

## Historia
El programa fue diseñado para cubrir el hueco que dejó la salida de María Teresa Campos, en la franja matinal de La 1 al ser fichada por Telecinco.

## Formato
El macro-programa incluía todos los elementos propios del género de magazine, como concursos, entrevistas, humor y actuaciones musicales.

## Presentadores y colaboradores
El espacio estaba presentado por Laura Valenzuela, quien fuera la primera presentadora de la cádena en la década de 1950, y tras más de 20 años de ausencia. Estaba acompañada por su hija Lara Dibildos y el cantante Tate Montoya en las tareas de presentación. Además, al frente de las diferentes secciones del programa se situaron figuras de la televisión como Teresa Viejo, Javier Capitán o Luis Figuerola-Ferretti.

## Audiencias
El programa no alcanzó las expectativas de audiencia que se habían generado. En el mes de noviembre, para intentar remontar los resultados, se contrató como director a quien años más tarde sería presidente de la Academia de la Televisión, Ignacio Salas, aunque sin mayores consecuencias. La cuota de pantalla se situó en el 23%, cerca de 5 puntos menos que su competidor Día a día, de María Teresa Campos en Telecinco, lo que finalmente precipitó la decisión de cancelar el programa.